# Армия Царства Польского
Армия Царства Польского (пол. Wojsko Polskie Królestwa Kongresowego) — войска Царства Польского в составе вооружённых сил Российской империи, существовавшие в 1814 — 1831 годах.

## Создание
Впервые постоянные формирования из войск бывшей Речи Посполитой в составе вооружённых сил Российской империи появились после Второго раздела Речи Посполитой. 6 мая 1793 года войска Речи Посполитой, находившиеся в областях, присоединённых к России, были приведены к присяге на верность Екатерине II. Часть этих войск была расформирована, а другая часть поступила на пополнение формирований Русской императорской армии. Так был сформирован польский корпус на русской службе в составе двух полков пехоты, 4 полков кавалерии и 4 бригады «народовой кавалерии». Русская служба этих формирований была непродолжительна. В 1794 году, при первом известии о восстании Костюшко, нарушив присягу, они перешли на сторону повстанцев.
14 апреля 1814 года российский император Александр I выразил свое согласие на возвращение всех польских войск, которые сражались в Войне шестой коалиции на стороне Наполеона, на родину и поручил их попечению своего брата Константина Павловича. Войска эти были представлены Александру I в Сен-Дени и, по возвращении в Польшу, вошли в состав новой армии Царства Польского. Организация этой армии была поручена цесаревичу Константину Павловичу. Главным помощником и руководителем работ по возрождению польской армии являлся заслуженнейший из польских генералов — Я. Г. Домбровский. Кроме того, был составлен из ветеранов польской армии особый войсковой комитет. 
В течение 1814 года со всех концов Европы и России начали стекаться в Польшу бывшие солдаты, и к 1 ноября 1814 года в рядах новой армии числилось уже 30 тыс. человек. Армия эта, образованная исключительно из польских уроженцев, содержалась на средства Царства Польского и могла быть употреблена только в пределах Польши. 
Действующие польские войска состояли из 13 пехотных и 9 кавалерийских полков, 10 артиллерийских рот и батарей и 1 сапёрного батальона и делились на гвардию и полевые войска. Гвардия состояла из 1 пехотного и 1 конно-егерского полка и 2 полубатарей. В обоих полках шефом был российский император, и первые рота и эскадрон назывались ротою и эскадроном Его Царского Королевского Величества. Гвардия и сапёрный батальон входили в состав резервного корпуса. Полевые войска образовали Польскую армию, состоявшую из пехотных и кавалерийского корпусов. Великие князья Николай и Михаил Павловичи числились шефами в 1-м егерском (с 5 ноября 1821 года) и в 1-м линейном (с 1 января 1822 года) полках. 
Польский корпус состоял из 2 дивизий, по 3 бригады каждая. Дивизии придавалась бригада артиллерии из 3 рот. Кавалерийский корпус состоял из конно-егерской и уланской дивизий, каждая по 4 полков и конно-артиллерийской бригады из 2 батарей. 10 батарей полевой артиллерии, 2 гарнизонные артиллерийские роты и мастерская рота составляли корпус артиллерии. 
Сапёрные войска составляли 1 сапёрный батальон (1 рота сапёр, 1 рота понтонеров и 2 рота пионеров). Кроме того, имелся корпус инженеров, — 1 генерал, 5 штаб-офицеров и 40 обер-офицеров. 
Обозные войска содержались по расчёту 1 роты на пехотный полк и ½-роты на кавалерийский полк и состояли из гвардейского фурштадта и 3 фурштадских батальонов 6-ротного состава. Кроме того, имелось еще 11 рот инвалидов и ветеранов и 1 батальон служащих инвалидов. В состав корпуса жандармов входил эскорт цесаревича (3 обер-офицера, 4 унтер-офицера и 21 рядовых). 
Польские войска сохранили бывшее у них при Наполеоне I обмундирование с незначительными изменениями, применяясь к русским образцам. Вооружение и снаряжение были даны рус. образца. В армии были оставлены польские ордена святого Станислава, Белого орла и «Virtuti militari», жалуемый исключительно за боевые отличия. Официальным языком был признан польский, но цесаревич рекомендовал генералам и начальникам частей ознакомиться с русскими командами на случай совместных маневров. Польским войскам были назначены оклады жалованья, значительно превосходившие оклады русских войск. Срок службы полагался для нижних чинов 8-годичный. 
20 июля 1815 года, в день торжественного объявления в Варшаве о восстановлении Царства Польского, войска присягнули императору Александру I, как Царю Польскому. 
5 ноября 1815 года гвардейскому гренадерскому полку и 8 линейным полкам были пожалованы новые знамёна. Закончив в 1817 г. реорганизацию польской армии, Цесаревич принялся за создание литовских войск, составленных из коренных русских частей, переводом в них со всей русской армии уроженцев западных губерний (Литовский корпус). В 1823 году были закончены все труды по организации польско-литовских войск, которые в то время представляли прекрасную военную силу, — достойный авангард русской армии.

## Состав
Краткое расписание польских войск было следующее:
- I Резервный корпус:
  - Сводная гвардейская и гренадерская дивизия: 1-я бригада: лейб-гвардии Литовский и Польский гвардейский гренадерский полки; 2-я бригада: Самогитский и Луцкий гренадские полки; 3-я бригада: лейб-гвардии Волынский и Несвижский карабинерный полки; сводная гвардейская и гренадерская артиллерийская бригада: лейб-гвардии пешая батарея №5, гренадерская батарейная №1 и легкая №2 батареи и Польская пешая ракетная полубатарея; Польский сапёрный батальон;
  - Гвардейская кавалерийская дивизия: 1-я бригада: лейб-гвардии Подольский кирасирский и лейб-гвардии Уланский Цесаревича полки; 2-я бригада; Польский гвардейский конно-егерский и лейб-гвардии Гродненский гусарский полки; конно-артиллерийская бригада: лейб-гвардии легкая конная №3 рота, Польская гвардейская конная позиционная рота и Польская ракетная полубатарея.

- 2-я Польская армия: пехотный корпус[пол.]: 
  - 1-я пехотная дивизия[пол.]: 1-я бригада: 1-й линейный Великого Князя Михаила Павловича[пол.] и 5-й линейный полки[пол.]; 2-я бригада: 2-й[пол.] и 6-й линейные полки[пол.]; 3-я бригада: 1-й егерский Великого Князя Николая Павловича[пол.] и 3-й егерский полки[пол.]; 1-я артиллерийская бригада: батарея № 1, легкая № 1 и № 2 батареи; 1-й фурштадтский батальон;
  - 2-я пехотная дивизия[пол.]; 1-я бригада: 3-й[пол.] и 7-й линейные полки; 2-я бригада: 4-й[пол.] и 8-й линейные полки; 3-я бригада: 2-й[пол.] и 4-й егерские полки[пол.]; 2-я артиллерийская бригада: батарея № 2, легкие № 3 и № 4 батареи; 2-й фурштадтский батальон; 1-й и 2-й батальоны ветеранов.

- Кавалерийский корпус[пол.]: 
  - Конно-егерская дивизия[пол.]: 1-я бригада: 1-й[пол.] и 2-й конно-егерские полки[пол.]; 2-я бригада: 3-й[пол.] и 4-й конно-егерские полки[пол.];
  - Уланская дивизия[пол.]; 1-я бригада: 1-й уланский принца Оранского[пол.] и 2-й уланский полки[пол.]; 2-я бригада: 3-й[пол.] и 4-й уланские полки[пол.];
  - Легкая конно-артиллерийская бригада[пол.]: 1-я и 2-я легкая конные батареи.
  - 3-й фурштадтский батальон;
  - 2 эскадрона жандармов.

Оставив за собою 14 декабря 1825 г. шефство в обоих гвардейских и 1-м егерском полках, император Николай I назначил шефами императрицу Александру Фёдоровну — во 2-й конно-гренадерский полк, наследника великого князя Александра Николаевича — в 1-й конно-егерский полк и великого князя Константина Николаевича — в 3-й линейный полк. 
В 1827 года егерским полкам, сапёрному батальону, конно-егерским и уланским полкам были пожалованы знамёна. 
- Конный егерь армии Царства Польского.
- Солдаты 5-го, 6-го, 7-го линейных полков армии Царства Польского.
- Солдаты 3-го и 4-го егерских полков армии Царства Польского.

## Служба
Во время русской-турецкой войны 1828 года Николай I выразил желание двинуть польские войска в Турцию, но, вследствие настойчивого противодействия цесаревича, отказался от этого намерения. 
В ночь на 18 ноября 1830 года в Варшаве вспыхнуло восстание, и часть польских войск с младшими офицерами примкнула к мятежникам. Старшие начальники остались верными России и многие из них, стремясь восстановить порядок, были убиты. 
18 ноября на биваке у местечка Вержбна, в 3 верстах от Варшавы, сосредоточились под командованием Цесаревича русский гвардейский отряд и польские войска, силою до 4 тыс. человек, оставшиеся верными присяге. В числе этих войск находились: Гвардейский конно-егерский полк в полном составе, гвардейские гренадеры, исключая одну роту, сводный карабинерный батальон из рот 1-го и 3-го егерского полков, 1-я рота 6-го линейного полка, эскадрон юнкеров кавалерийского училища и 4 орудия артиллерийской школы. Но и среди этих войск, начались скоро колебания, и только одни гвардейские конные егеря выражали непоколебимую преданность цесаревичу. 21 ноября, после приема польской депутации, Цесаревич разрешил польским войскам, находившимся в местечке Вержбна, возвратиться в Варшаву, а сам выступил с русским гвардейским отрядом в Россию. Все части, без исключения, воспользовались разрешением цесаревича и после прощания с ним вернулись в Варшаву.
5 декабря 1830 года император Николай I обратился к польским войскам с особым воззванием и, напомнив о долге присяги, повелел им сосредоточиться к Полоцку. Но воззвание это осталось без ответа, и польская армия, примкнув к мятежникам, обрекла себя на уничтожение. После усмирения восстания польская армия перестала существовать. Знамёна её, пожалованные императором Александром I и Николаем I, были отправлены в Москву и переданы в Оружейную палату. 